# Gymnotus carapo caatingaensis
Gymnotus carapo caatingaensis es una de las subespecies en que se divide la especie de pez gimnotiforme de agua dulce G. carapo, la que es denominada comúnmente morena. Se distribuye en ambientes acuáticos tropicales del nordeste de Sudamérica.

## Taxonomía
Esta subespecie fue descrita originalmente en el año 2017 por los ictiólogos Jack M. Craig, William G. R. Crampton y James S. Albert.
Localidad tipo
La localidad tipo referida es: “río Gurgueia (en las coordenadas: 08°32′24″S 44°25′48″O / -8.54000, -44.43000), afluente del río Parnaíba, Piauí, Brasil”.
Holotipo
El ejemplar holotipo designado es el catalogado como: AUM 20624; se trata de un espécimen adulto el cual midió 225 mm de longitud estándar.
Etimología
Etimológicamente el término genérico Gymnotus proviene de la palabra del idioma griego gymnos, que significa 'desnudo'.
El epíteto específico carapo deriva del nombre común en idioma portugués carapó, también llamado sarapó, el que a su vez procede del tupí sara’pó, que significa "mano que se desliza".
El epíteto subespecífico caatingaensis es un topónimo que refiere a la región brasileña donde esta especie habita: la caatinga.
Caracterización y relaciones filogenéticas
Respecto a las restantes subespecies, Gymnotus carapo caatingaensis se caracteriza por tener una distancia postorbital larga, una cabeza corta, por una mayor longitud de las aletas pectorales y por tener la aleta anal corta.
Los autores evaluaron la estructura de la variación fenotípica de las poblaciones de Gymnotus carapo en las numerosas cuencas hidrográficas en que se extiende su vasta geonemia, utilizando estadísticas multivariadas para cuantificar diferencias fenotípicas dentro y entre cada población, en aspectos relacionados con pigmentación, morfometría geométrica, merística y osteología.
Los resultados obtenidos arrojaron diferencias significativas, pero no diagnósticas, entre las distintas entidades encontradas, las que estaban delimitadas regionalmente, por lo que, para identificarlas taxonómicamente, se inclinaron por emplear la categoría de subespecie y no la de especie.

## Distribución y hábitat
Gymnotus carapo caatingaensis se distribuye de manera endémica de cursos fluviales tropicales de la cuenca hidrográfica del río Paranaíba, en el estado brasileño de Piauí.